# اندیس گزو ۲
گزو ۲ یک اندیس فلزی است که در حوالی شهر چیروک استان خراسان قرار دارد و مادهٔ معدنی موجود در آن، مس است.سنگ میزبان این اندیس گرانودیوریت است و دیرینگی آن به دوران تریاس می‌رسد. در این اندیس، پاراژنز‌های مالاکیت، کالکوسیت، مگنتیت، یافت می‌شوند.